# لوئیس گوتیرز
لوئیس گوتیرز (به انگلیسی: Luis Gutiérrez) نمایندهٔ حوزه انتخابیه چهارم ایلی‌نوی از حزب دموکرات ایالات متحده آمریکا در مجلس نمایندگان ایالات متحده آمریکا است که برای نخستین‌بار در ۱۲ ژانویه ۱۹۹۳ میلادی به‌عضویت این مجلس درآمد.